# Centro de Convenciones Rey Hussein Bin Talal
El Centro de Convenciones Rey Hussein Bin Talal está situado en el punto más bajo de la tierra en uno de los mejores lugares de negocios y reuniones en el Medio Oriente. El centro de convenciones Rey Hussein Bin Talal es administrado por la cadena Hilton y recibe su nombre en honor del difunto rey de Jordania; Hussein Bin Talal (1952-1999) está ubicado específicamente en la costa oriental del mar Muerto en el corazón del valle del Jordán que ofrece a sus huéspedes indiscutibles niveles de profesionalismo en materia de convenciones de negocios. Gestionado por el líder global Hilton Worldwide, el compleho abrió sus puertas en 2005.